# 下波克羅夫卡
49°12′47″N 38°38′11″E / 49.21306°N 38.63639°E
下波克羅夫卡（烏克蘭語：Нижньопокровка）是位於烏克蘭東部的村莊，由盧甘斯克州舊比利斯克區的舊比利斯克市鎮負責管轄。該村始建於1748年，面積1.47平方公里，海拔高度81米，2001年人口779，人口密度每平方公里528.5人。